# Sinchonoa particula
Sinchonoa particula är en insektsart som beskrevs av Delong 1982. Sinchonoa particula ingår i släktet Sinchonoa och familjen dvärgstritar. Inga underarter finns listade i Catalogue of Life.